# Droga wojewódzka nr 551
Droga wojewódzka nr 551 (DW551) – droga wojewódzka o długości około 65 km łącząca DK80 w m. Strzyżawa, z  DW548 i DW534 w m. Wąbrzeźno.
Droga położona na terenie powiatów: bydgoskiego, chełmińskiego, toruńskiego i wąbrzeskiego.

## Miejscowości leżące przy trasie DW551
- Strzyżawa ((DK80))
- Ostromecko
- Nowy Dwór
- Dąbrowa Chełmińska
- Gzin
- Raciniewo
- Unisław (DW550) (DW597)
- Grzybno
- Wybcz (DW553)
- Nawra
- Bogusławki
- Kończewice (DK91)
- Chełmża (DW589)
- Pluskowęsy (DW649)
- Zelgno
- Dźwierzno
- Januszewo
- Węgorzyn
- Orzechowo (DW554)
- Ryńsk
- Nielub
- Wąbrzeźno (DW548) (DW534)

## Galeria

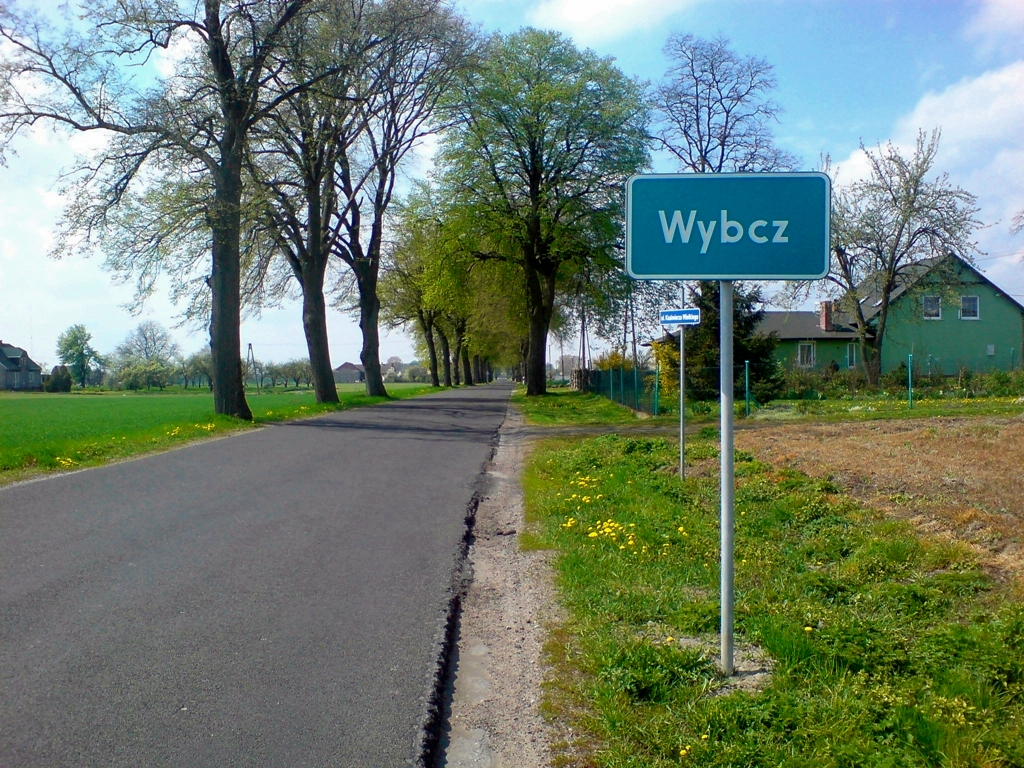
DW551 w Wybczu
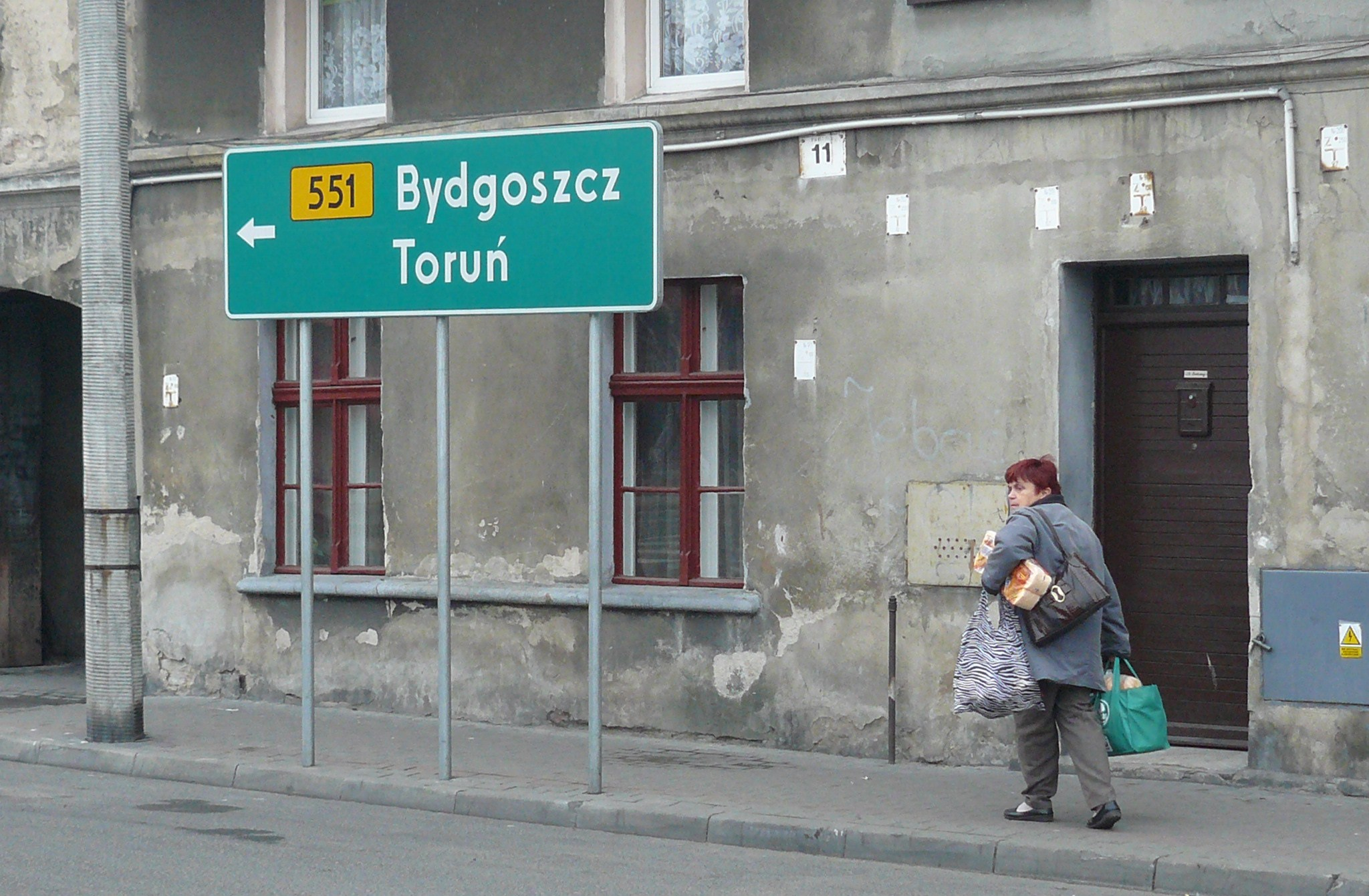
Droga w Chełmży
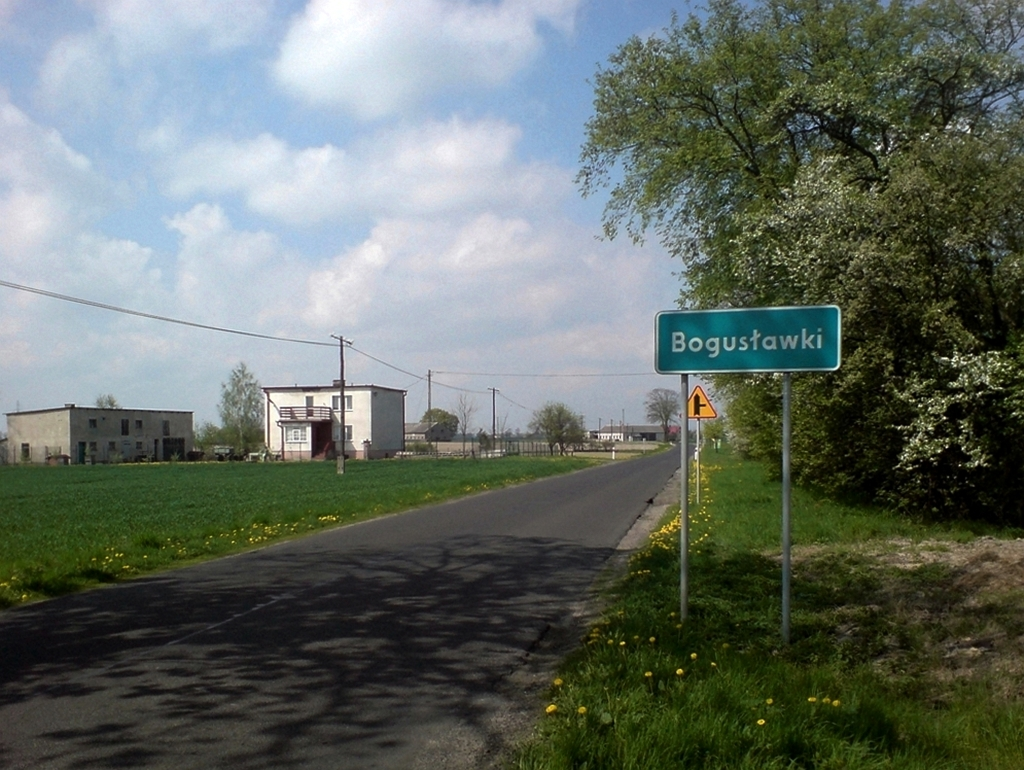
W Bogusławkach
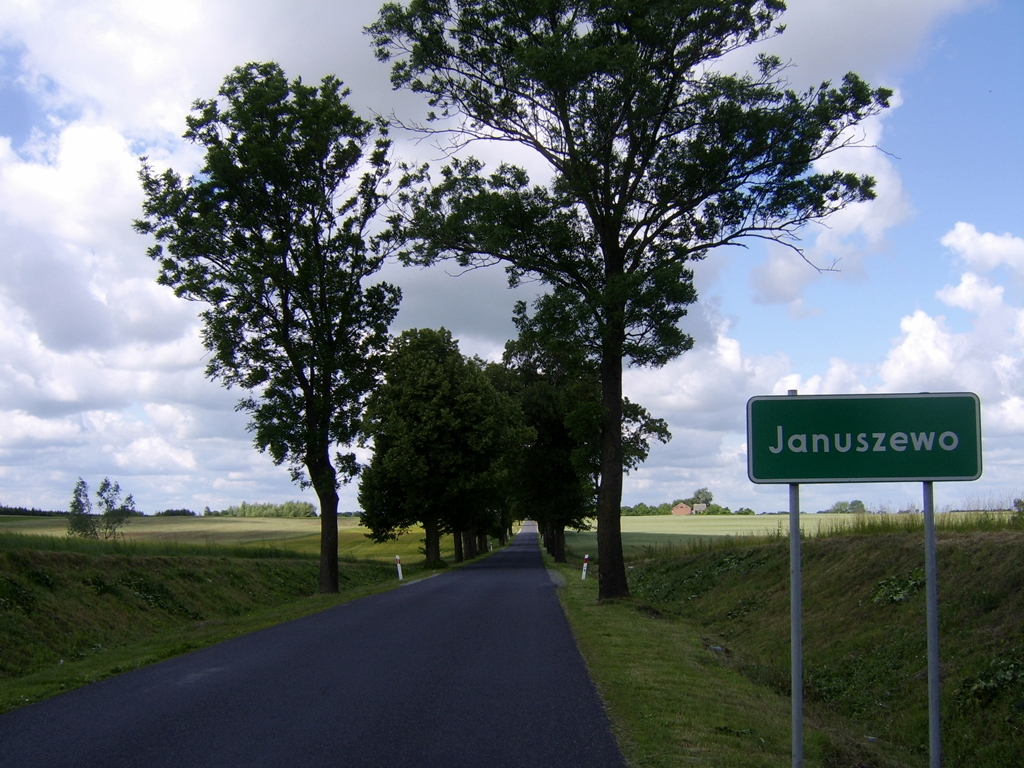
W Januszewie
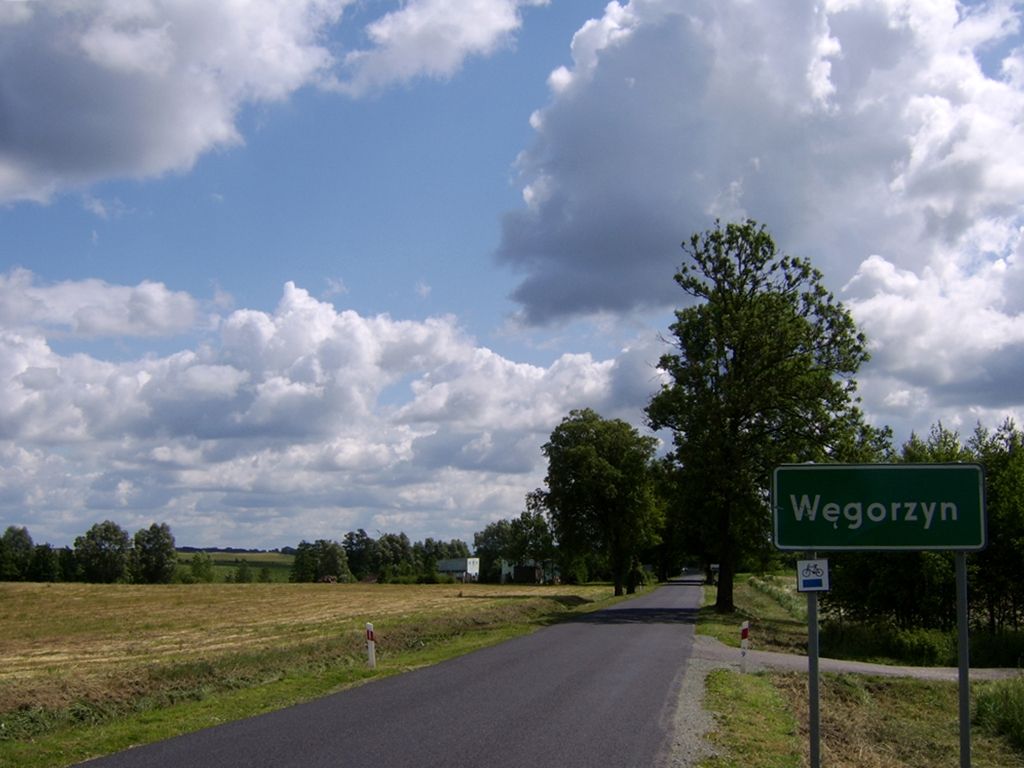
W Węgorzynie
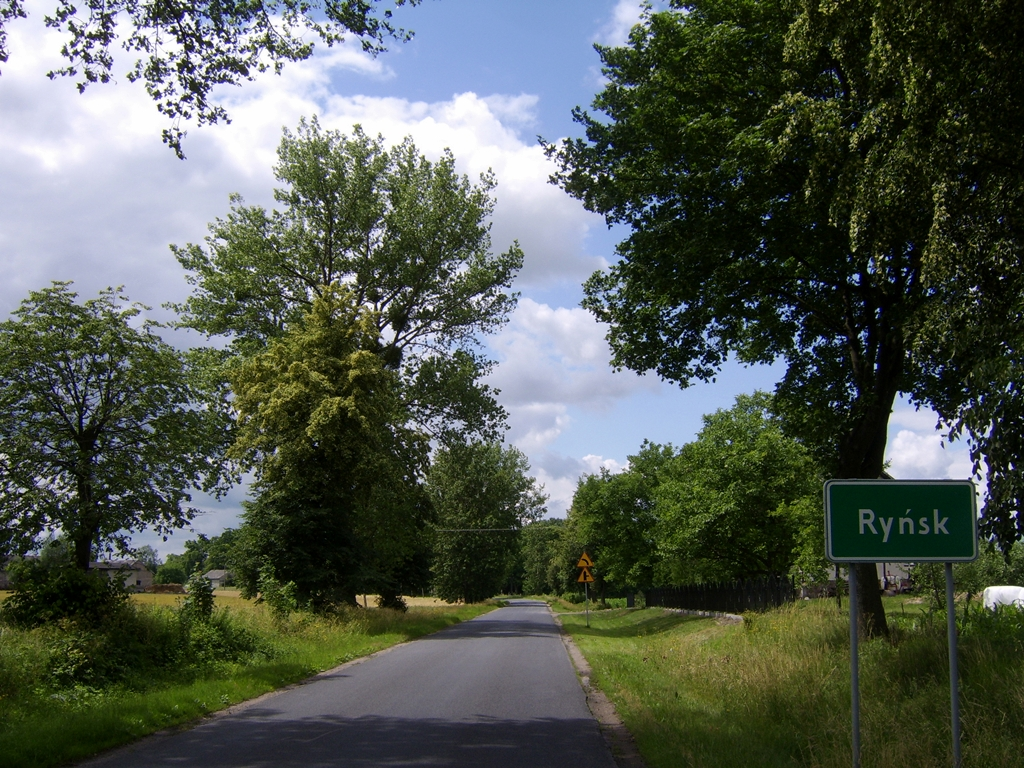
W Ryńsku
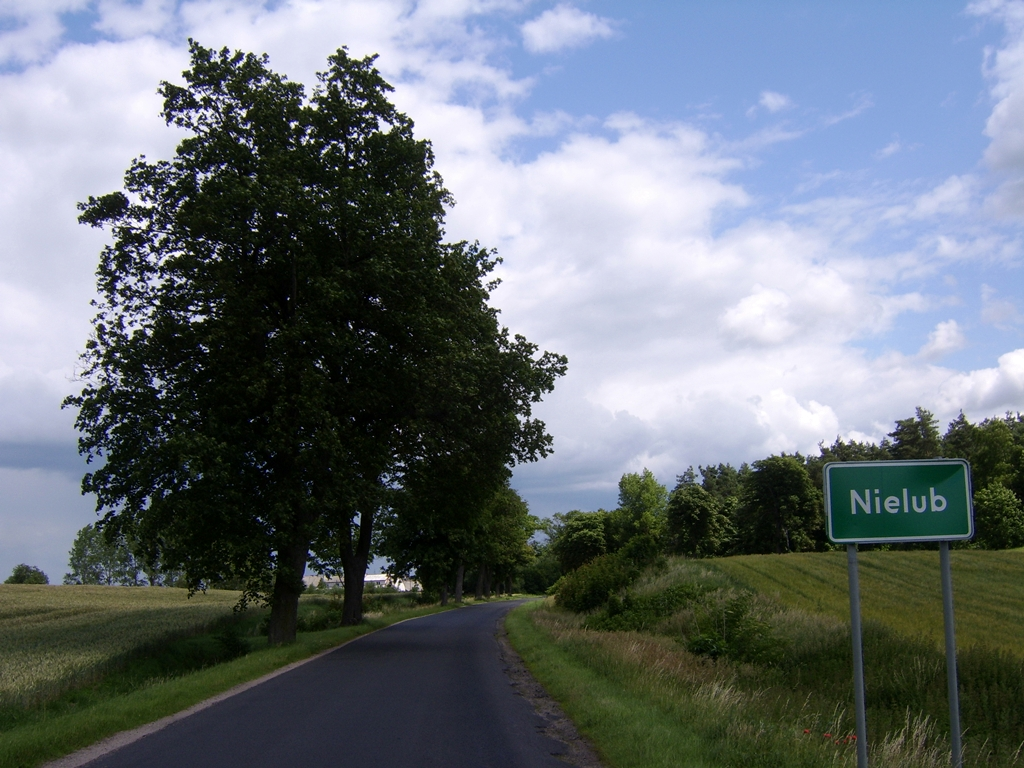
W Nielubiu